# Квинт Айаций Модест Кресцентиан
Квинт Айаций Модест Кресцентиан (лат. Quintus Aiacius Modestus Crescentianus) — римский государственный деятель первой половины III века.

## Биография
Модест происходил из рода Айациев, родиной которого является Африка или Северная Италия. Между 198 и 200 годом или между 202/203 годом и 204 годом Модест занимал должность легата пропретора провинции Аравия Петрейская. Между 198 и 205 годом он был консулом-суффектом. В 209 году Модест становится легатом пропретором Верхней Германии. В 228 году он находился на посту ординарного консула. Его коллегой стал Марк Помпоний Меций Проб. В правление императора Александра Севера Модест был проконсулом Азии.
С 80-х годов II века состоял в коллегии квиндецемвиров священнодействий. В 204 году принимал участие в организации Секулярных игр.
Модест был женат на Данации Квартилле Аврелиане. Имел двух сыновей: Квинт Айаций Цензорин Цельсин Арабиан и Луций Айаций Модест Аврелиан Приск Агрикола Сальвиан.